# Verde malachit

Formele izomere ale verdelui malachit.

Verdele malachit este un indicator de pH, un colorant triarilmetanic, cunoscut și sub denumirile de verde de anilină, verde bază 4, verde diamant B sau verde victoria B, denumirea IUPAC :4-[(4-dimetilaminofenil)-fenil-metil]-N,N-dimetil-anilină).Este toxic , putînd fi ingerat accidental prin consumarea cărnii de pește contaminat.Contaminarea peștelui are loc atunci când în crescătoriile piscicole are loc utilizarea colorantului ca antifungic.Odată ajuns în intestinul peștelui are loc metabolizarea la leucomalachit, formă lipofilică (depozitare în țesut adipos) Arhivat în 18 iunie 2006, la Wayback Machine..

## Culoarea
Acțiunea sa de indicator pentru 2 medii , cel acid și cel bazic este explicată prin apariția formelor de rezonanță:
Structura compușilor mai sus prezentați  explică proprietățile bio-chimice ale verdelui malachit.Structura sub care este cel mai des întâlnit este cea de culoare verde, formă cromatică.Absorbit în organism este transformat în forma carbinolică, cu capacitate crescută de penetrare a membranei celulare. Odată pătrunsă în celulă carbinolul este transformat în forma toxică leuco-malachitul, cu remanență mare în organism responsabil pentru efectele toxice.